# Psila tibetana
Psila tibetana är en tvåvingeart som beskrevs av Yang och Wang 1987. Psila tibetana ingår i släktet Psila och familjen rotflugor. Inga underarter finns listade i Catalogue of Life.